# Paçà
Paçà ([pə'sa], en francès Passa) és un poble, cap de la comuna del mateix nom, de 683 habitants, de la comarca del Rosselló, a la subcomarca dels Aspres, a la Catalunya del Nord. La dita diu: "A Trasserra fan la guerra, a Paçà la deixen passar".

## Etimologia
Joan Coromines justifica el nom del poble de Paçà a partir d'un antropònim llatí, Paccius, derivat del mot comú també llatí pax (pau), que deriva en la forma d'origen adjectival Paccianus. Ja en llatí vulgar la doble c (cc) passà a simplificar-se en una de sola, pronunciada en un primer moment com a ts, i després simplement s.
Apareix el 1106 com a Passan, escrit Pacianum el 975, Pasan el 1188 (Repertori toponímic de Pere Ponsich, 1980, 48).

## Geografia

### Localització i característiques generals del terme

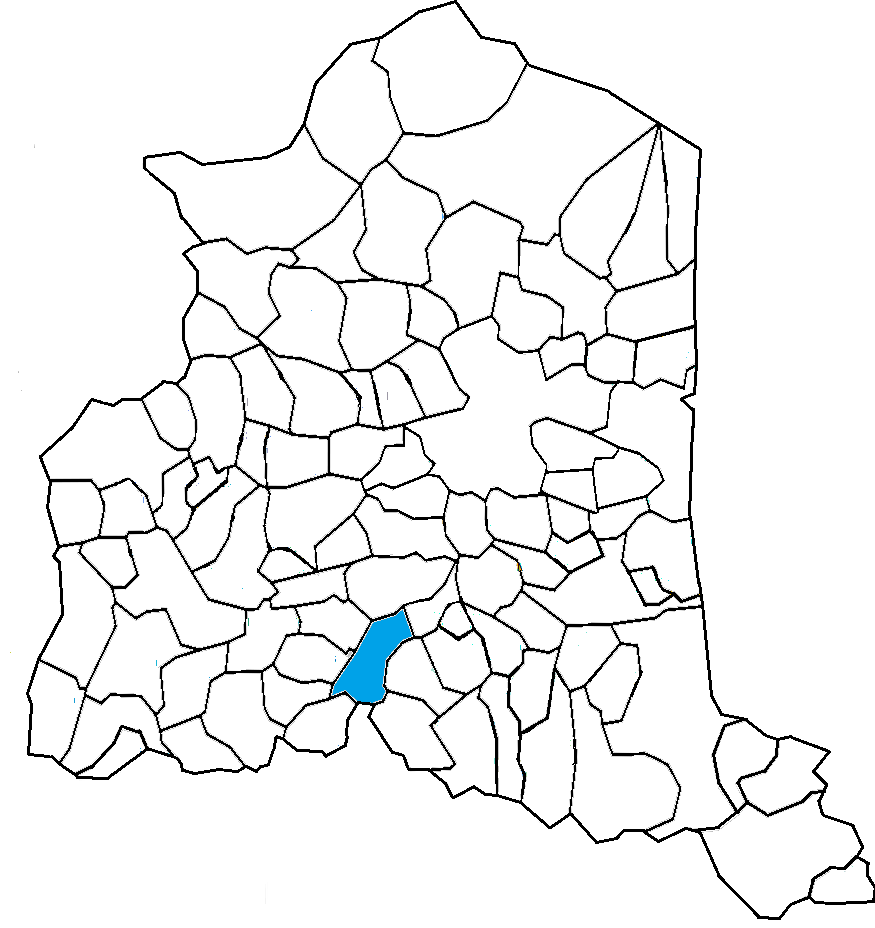
Situació de la comuna de Paçà en el Rosselló

El terme comunal de Paçà, de 134.700 hectàrees d'extensió, està situat a la zona de contacte dels Aspres amb la Plana del Rosselló, a la dreta del Reart. És de forma allargassada i estreta, esbiaixat de nord-est a sud-oest.
Al sud i oest del terme comunal es troben les elevacions de les serres de Sant Lluc, d'en Dagues i de les Planes, que corresponen a l'antiga plana vilafranquiana erosionada pels còrrecs que recorren aquesta zona, de vegades amb relleus espectacular causats per l'efecte del pas de l'aigua. Els pendissos existents en la major part del terme de Paçà estan coberts de vinyes, que és la principal activitat econòmica del terme.
Termes municipals limítrofs:
| Forques   | Trullars                         | Vilamulaca |
| Torderes  |                                  | Trasserra  |
| Llauró // | Vivers / Sant Joan de Pladecorts | // El Voló |

### El poble de Paçà

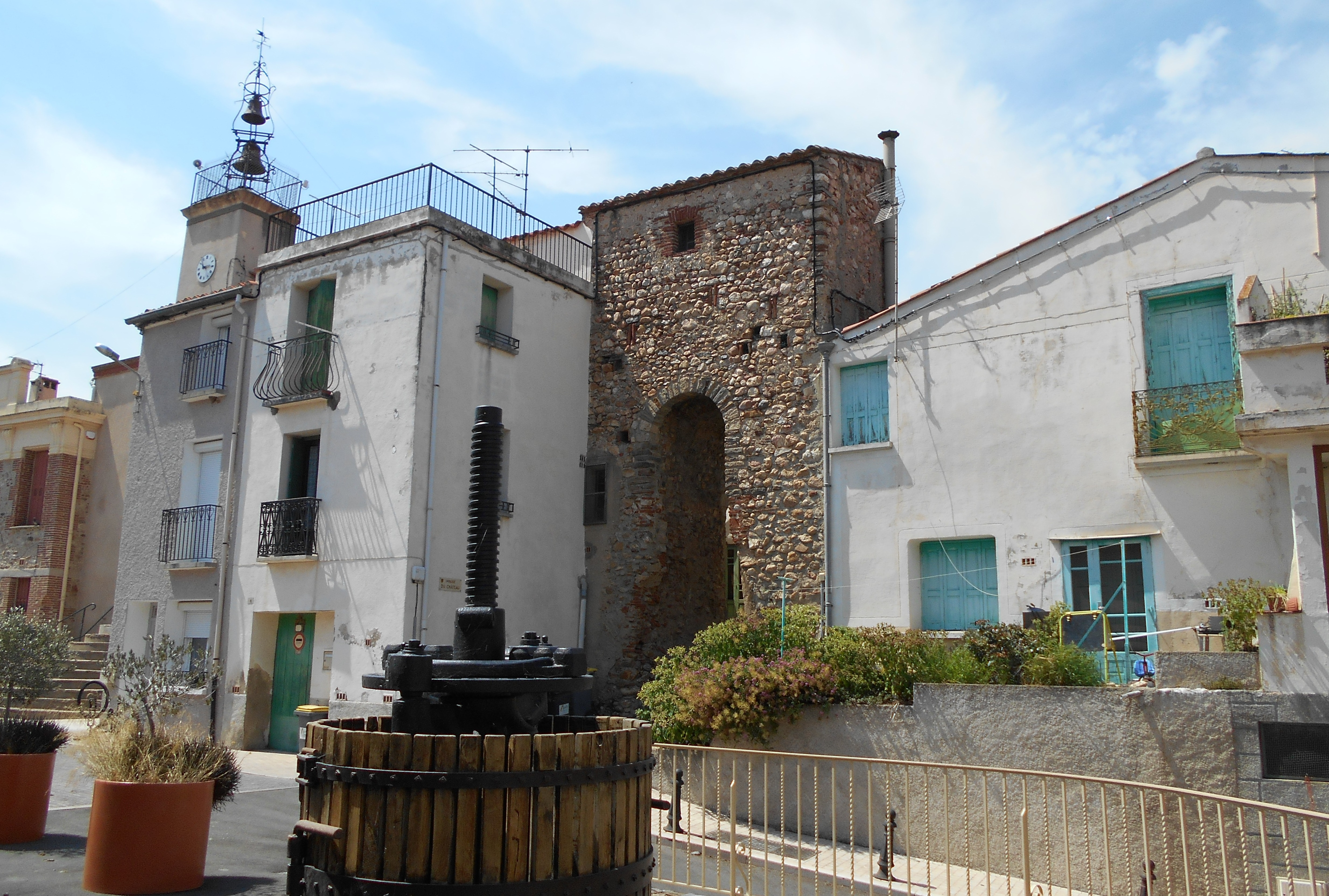
La cellera de Paçà, amb la porta d'entrada

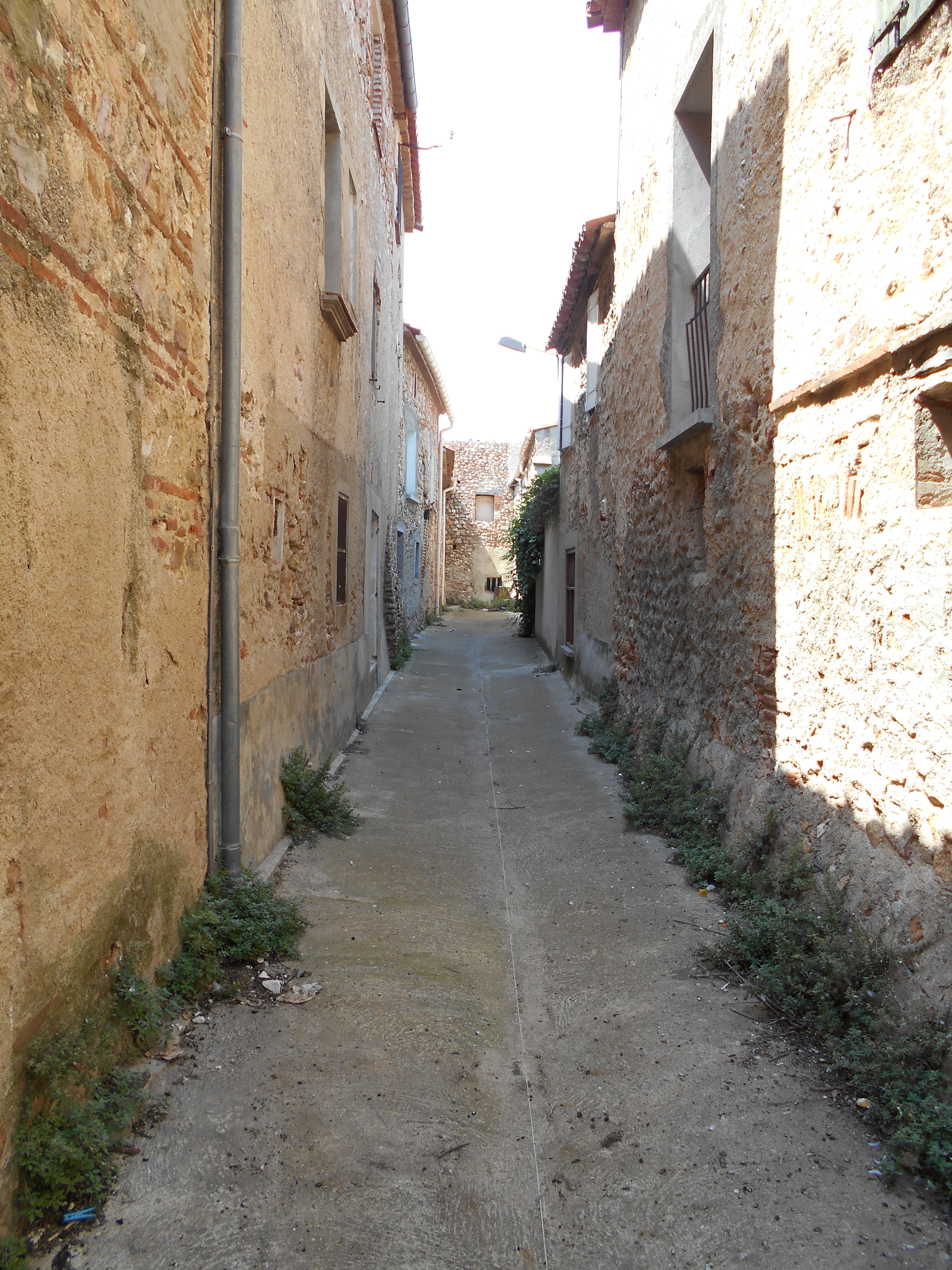
Un dels dos carrers de la cellera de Paçà

El poble de Paçà està situat en el vessant nord-oriental d'un dels turons que són testimoni de l'antiga plana del Rosselló, l'anomenada vilafranquiana. Comença essent una cellera a l'entorn de l'església parroquial de Sant Pere i el seu cementiri, com encara es pot reconèixer avui dia en el traçat urbanístic del nucli més vell. Envoltant la cellera es formà la vila medieval, que perdurà pràcticament igual fins al segle xix, quan el poble començà a créixer. Havia estat murallada, com expliquen els mateixos noms dels carrers que formen el nucli antic, entre ells el Carrer de la Muralla. El poble havia estat fortificat.
El poble es començà a expansionar des de principis del segle xx, amb la construcció de cases més modernes i edificis significatius com la Cava Cooperativa dels Vinyaters de Paçà, al nord-est, i el Cementiri Nou al sud-oest. Modernament, els darrers anys del segle xx i primers del XXI, s'han començat a formar urbanitzacions per tal d'estendre el poble més enllà del nucli antic: Beau Soleil, la Fontvella i les Mimoses, principalment.

### El Monestir del Camp
El Monestir del Camp és situat a prop del poble de Vilamulaca i de l'extrem nord-est del terme de Paçà, al nord-est d'aquest poble. A l'entorn de l'antic monestir s'ha format modernament un veïnat, totalment lligat a l'explotació agrícola del lloc, pertanyent a la família Jaubert de Paçà.

### Sant Lluc de Puig Rodon
Sant Lluc de Puig Rodon, o de Puig.rodon, és una capella situada situada a la zona més meridional del terme, a les Serres de Sant Lluc.

### Sant Esteve de les Vinyes
Aquesta església, citada des del 994, era una dependència del Monestir del Camp. La seva localització era a la zona nord-oest del poble de Paçà, però no en queden restes visibles.

### Els masos del terme
El mas més antigament documentat de Paçà és actualment desaparegut: Pedra Blanca apareix, amb el seu amo, Ramon Guillem de Pedra Blanca, en un document del 1226. Només en queda el topònim, en l'actualitat. D'altres masos també desapareguts són la Barraca d'en Noell, el Casot d'en Paraí i el Cortal de la Teuleria, o Cortal d'en Mari. Els encara existents són el Casot d'en Paul, el Cortal d'en Paraí, el Cortal d'en Trilles, el Mas d'Avinyó, conegut a Trasserra com a Mas Mulès, el Mas d'en Badia, el Mas d'en Bosc, abans anomenat Mas d'en Saquer, el Mas d'en Marc, també de vegades anomenat Mas d'en Bosc, el Mas d'en Planes, el Mas d'en Valent, el Mas d'en Valeta, el Mas de Sant Lluc, el Mas Désiré, abans Mas d'en Noé, el Mas d'en Martí, els Masos, o Mas d'en Llauró i el Mas d'en Rabrau, abans Mas d'en Noell.

### Els cursos d'aigua
Tres cursos d'aigua s'aproximen més al concepte de riu, tot i que en l'actualitat a penes porten aigua la major part de l'any. Són el Reard, la Ribera de la Vallmanya, sovint anomenada simplement la Vallmanya, i la Ribera de Paçà. Fora d'aquests tres casos, la resta de cursos d'aigua, d'aportació hídrica accidental, sota l'efecte de les pluges, són torrents, anomenats còrrecs al Rosselló. A Paçà n'hi ha un bon munt, a causa de l'accidentat que és el terme comunal: Còrrec d'Avinyó, de Bell Aucell, de Can Darnès, de Coma de Fos, de la Cadira, de la Candala, de la Casa, de la Font de Campell, de l'Alzina, de la Pedra Blanca, de l'Argelaguer, de la Serra d'en Llauró, de la Serra de Sant Lluc, de la Vinya (dos de diferents amb aquest nom), del Camí de Vivers, del Camp Nou, del Cortal d'en Paraí, del Cortal d'en Trilles, de les Balmes, de les Barreres, de les Conques, de les Costes, de les Figueredes, de les Llobateres, de les Serres, de les Teixoneres, del Fornàs, del Mas d'en Noé, del Mas d'en Noell, del Mas Saquer, del Mas Valent, o d'en Valent, del Puget, dels Camps Grans, o del Camp Gran, dels Castellars, dels Dagues, del Serrat de les Vinyes, dels Gorgs, dels Llops, de l'Ullastre, d'en Ferrer, conegut a Trasserra com a Còrrec d'en Serra, de n'Hug, o del Noc, de Puig de Martres, de o d'en Tàpies -sovint pronunciat Tapis-, de Santa Eulàlia, de Sant Lluc i de Triniac.
Són destacables, com a sorgències d'aigua, la Font de l'Església Vella i el Pou del Mas d'Avinyó.

### El terme comunal
Paçà conserva força noms de lloc, tant de partides cadastrals com d'indrets concrets o, per exemple, de fites termenals. Així, són vius encara els Alous, la Barqueta, o Barraqueta, les Clotes, els Clots de les Ribes, els Clots del Reart, la Collada de Sant Lluc, Coma de Fos, Comanera, les Conques, el Cortal d'en Trilles, les Costes, l'Església Vella, el Fort, la Garriga Llarga, els Gorgs, els Guardis, o les Guàrdies, les Hortes, el Mas d'Avinyó, el Mas d'en Badia, el Mas d'en Llauró, el Mas de Noell, el Mas d'en Saquer, el Mas d'en Valent, el Mas d'en Valeta, el Monestir del Camp, l'Oliveda de l'Alart, l'Oliveda d'en Jaubert, Pedra Blanca (senyal termenal), la Pedra Blanca (partida), dos Piló sense adjectiu, senyals termenals, el Piló de les Teixoneres (també fita termenal), el Pla del Rei, la Plana d'en Pujol, les Planes, els Plans, Puig d'en Martres, Puig Rodon, Sant Lluc, Sant Pere, Serrat de la Vinya, o de les Vinyes, Serres de les Dagues, Serres de les Planes, Serres de Sant Lluc, els Tarters d'en Carbassa, les Teixoneres, la Termenera del Camí del Voló, la Termenera del Còrrec de la Font de Campell, Termenera del Còrrec del Puig de Martres, Termenera de l'Oliveda d'en Jaubert (totes fites de terme), la Teuleria i els Ventanells.
Hi ha alguns noms antics, ja desapareguts de l'ús comú: el Camp d'en Bonet, el Camp d'en Carbassa, el Camp d'en Ferrer, el Camp d'en Jaubert, el Camp d'en Llauró, el Camp d'en Sales, la Vinya d'en Noell i la Vinya d'en Trilles.

## Transport
Dues úniques carreteres travessen el terme de Paçà, totes dues en el sector més septentrional del terme. Tota la part central i meridional del terme, situada en plens Aspres, roman allunyada de les carreteres oficials, tot i que està solcada de nombrosos camins veïnals.
La carretera D - 2 (Argelers de la Marenda - D-619, a Trevillac) travessa l'extrem nord del terme d'est a oest. Per aquesta carretera, Paçà es comunica directament amb Vilamulaca (6 km), Sant Joan la Cella (9,1 km), Brullà (13,2), Sant Genís de Fontanes (16,4), la Roca d'Albera (19,5), Sureda (23,1) i Argelers (26), cap a l'est, i Forques (4), Montoriol (5,1), Queixàs (16,8), Sant Miquel de Llotes (21,3), Illa (23,2), Montalbà del Castell (32,2) i Trevillac (34,8) (els dos darrers ja a la Fenolleda, comarca occitana), cap a l'oest.
D'altra banda, la D - 40 (D-2, a Paçà - Elna), o Ruta d'Elna, que mena des de Paçà, sempre cap a llevant a Trasserra (2 km), Banyuls dels Aspres (4), Brullà (10), Ortafà (13,4) i Elna (19,7). Cap al nord, aquesta carretera enllaça amb l'anterior, la D-2, en 1,4 km.
La línia 380 del servei departamental de Le bus à 1 € és l'única que ofereix servei a Paçà. La línia uneix Perpinyà amb Paçà, passant per Tuïr, Trullars, Vilamulaca i Trasserra. Ofereix sis serveis diaris en cada direcció, de dilluns a dissabte. No circula els dies de festa. Per aquesta línia, Paçà és a 2 minuts de Trasserra, 10 de Vilamulaca, 15 de Trullars, 30 de Tuïr, on cal fer transbordament per continuar cap a Perpinyà, on es pot arribar en 25 minuts més.
L'únic camí del terme que té nom de ruta és la Ruta de Vilamulaca, antic Camí de Perpinyà. Hi ha també dues carrerades (antics camins de transhumància): la de les Serres d'en Dagues, i la del Reart. La resta de camins es poden subdividir entre els que enllacen Paçà amb els pobles veïns (Camí de Banyuls, Camí de Forques, Camí de Forques pels masos, o Camí de Trasserra, per als de Forques, Camí de Forques al Monestir, Camí de Llauró, Camí de Llauró al Mas Sant Lluc, Camí del Voló, o de les Teixoneres, Camí de Sant Lluc, des de Torderes, Camí de Terrats, o del Molí, o de Forques, Camí de Torderes, pels masos, Camí de Trasserra, des de Vivers, Camí, o Ruta, de Trasserra, Camí de Trullars, Camí de Trullars, des del Monestir, i Camí de Vivers) i els camins de comunicació interna del terme comunal (Camí de la Creu Blanca, o del Mas d'en Gau, Camí del Mas d'Avinyó, des del Monestir, Camí del Mas d'en Badia, des de Llauró, Camí -o Carrerada- del Mas d'en Llauró, Camí del Mas d'en Saquer i Camí del Molí, o del Molí d'en Xandre).
Per tots els vestigis trobats, existia una via de comunicació que enllaçava la Via Domícia, al Voló i amb la Via Conflentana, a l'alçada de Tuïr. Aquesta via secundària, respecte de la xarxa principal de l'antiguitat, travessava de sud a nord el terme de Paçà. Hi entrava per on ara hi ha el Mas d'en Bosc, s'adreçava cap al nord-oest, em direcció a la Collada de Sant Lluc, i continuava en la mateixa direcció cap als Ventanells i el Mas Désiré, on abandonava l'actual terme de Paçà per entrar en el de Torderes per tal d'anar cap a Forques.

## Activitats econòmiques
La principal activitat econòmica de Paçà és l'agrícola, expecialment el conreu de la vinya, quasi tota dedicada a vins de qualitat controlada. Fora d'això hi ha una mica de conreu de fruiters (cirerers, presseguers i albercoquers) i una presència testimonial d'horta (carxofes i col-i-flors). La ramaderia és també quasi inexistent: només una seixantena de caps d'ovins.
La mica d'indústria existent gira al voltant de l'agricultura, també: la Cava cooperativa de Paçà és de les importants del Rosselló.

## Història

### Història Antiga
La colonització romana és la que ha deixat més vestigis en el subsòl de tota la Catalunya Nord, i Paçà no n'és pas l'excepció. hi trobem jaciments romans a diversos llocs: a prop del cementiri municipal, al sud-oest del nucli de població, en una zona ara urbanitzada, actualment coneguda com l'Església Vella es van trobar nombroses restes sobretot d'àmfores, que indiquen que hi havia un hàbitat d'època romana republicana; al Mas d'en Badia, a la zona sud-occidental del terme, lluny de Paçà, un altre de les mateixes característiques. A prop del Mas Désiré, per on passava la via de comunicació abans esmentada, es van trobar restes que permeten suposar l'existència d'un petit hàbitat rural.

### Història Medieval
El primer esment documentat de Paçà és del 876, en una venda al monestir d'Arles d'una terra villa que nuncupant Pasar, situada al Comtat de Rosselló, al peu de la Via Francisca. Torna a aparèixer el lloc en textos del segle x: 938 (Paçano). 956, 975 (villa Paciano), 994, i del segle xi: 1048 (villa Pacahano).
Al segle xii està documentada una família amb el cognom Paçà (de Passano). Saurimunda de Paçà el 1126, Bernat de Paçà el 1138 i 1139, Guillem de Paçà el 1158... Just en aquest segle els templers comencen a adquirir possessions en terme d'aquest poble, alhora que el bisbe d'Elna en concedia també al priorat canonical de Santa Maria del Camp, actualment conegut com a Monestir del Camp. Aquest monestir es va fer en un moment encara desconegut amb el senyoriu de Paçà.

### Història Moderna
El 1659 el prior de Santa Maria del Camp, Joan Baptista Xaveri, signa com a Prior de Santa Maria del Camp i Senyor de Paçà, tot i que d'altres documents relacionen de forma continuada aquest senyoriu amb la baronia de Trasserra i després amb el marquesat d'Oms. Amb la caiguda de l'Antic Règim, a la Revolució Francesa, el marquès d'Oms, baró de Trasserra i senyor de Paçà emigrà ñ'any 1793.

### Història Contemporània
L'1 de març del 1973 es va crear la comuna de Paçà, Llauró i Torderes per la fusió de les antigues comunes independents de Llauró, Paçà i Torderes, en una fusió similar a d'altres de la Catalunya del Nord, fruit del despoblament de la zona. Les tres comunes originals fores restablertes el 30 de setembre del 1989.

## Demografia

### Demografia antiga
La població està expressada en nombre de focs (f) o d'habitants (h)
| 40 f | 32 f | 25 f | 18 f | 20 f | 20 f | 15 f | 47 f | 38 f | 38 f | 172 h | 38 f | 24 f |

Font: Pélissier 1986
Notes:
- 1358: dels quals, 13 f per al Monestir del Camp
- 1365: dels quals, 11 f per al Monestir del Camp
- 1378: dels quals, 7 f per al Monestir del Camp
- 1470: dels quals, 2 f per al Monestir del Camp
- 1515: dels quals, 4 f per al Monestir del Camp
- 1553: dels quals, 5 f per al Monestir del Camp
- 1643: per a "Paçà i Monestir del Camp"
- 1720: per a "Paçà i el Monestir"
- 1774: per a "Paçà i Monestir del Camp"
- 1789: per a "Paçà i Monestir del Camp"

### Demografia contemporània
| Evolució de la població |      |      |      |      |      |      |      |      |
| 1793                    | 1800 | 1806 | 1821 | 1831 | 1836 | 1841 | 1846 | 1851 |
| 218                     | 200  | 222  | 301  | 364  | 307  | 330  | 330  | 280  |

| 1856 | 1861 | 1866 | 1872 | 1876 | 1881 | 1886 | 1891 | 1896 |
| ---- | ---- | ---- | ---- | ---- | ---- | ---- | ---- | ---- |
| 243  | 236  | 254  | 232  | 288  | 387  | 364  | 437  | 422  |

| 1901 | 1906 | 1911 | 1921 | 1926 | 1931 | 1936 | 1946 | 1954 |
| ---- | ---- | ---- | ---- | ---- | ---- | ---- | ---- | ---- |
| 403  | 404  | 442  | 464  | 460  | 465  | 459  | 423  | 438  |

| 1962 | 1968 | 1975 | 1982 | 1990 | 1999 | 2008 | 2013 |  |
| ---- | ---- | ---- | ---- | ---- | ---- | ---- | ---- |  |
| 475  | 468  | 650  | 721  | 487  | 569  | 700  | 683  |  |

Fonts: Ldh/EHESS/Cassini fins al 1999, després INSEE a partir deL 2004
Nota: Del 1973 al 1989, Llauró, Paçà i Torderes estaven agrupats en una mateixa comuna.

### Evolució de la població

Població 1962-2008

## Administració i política

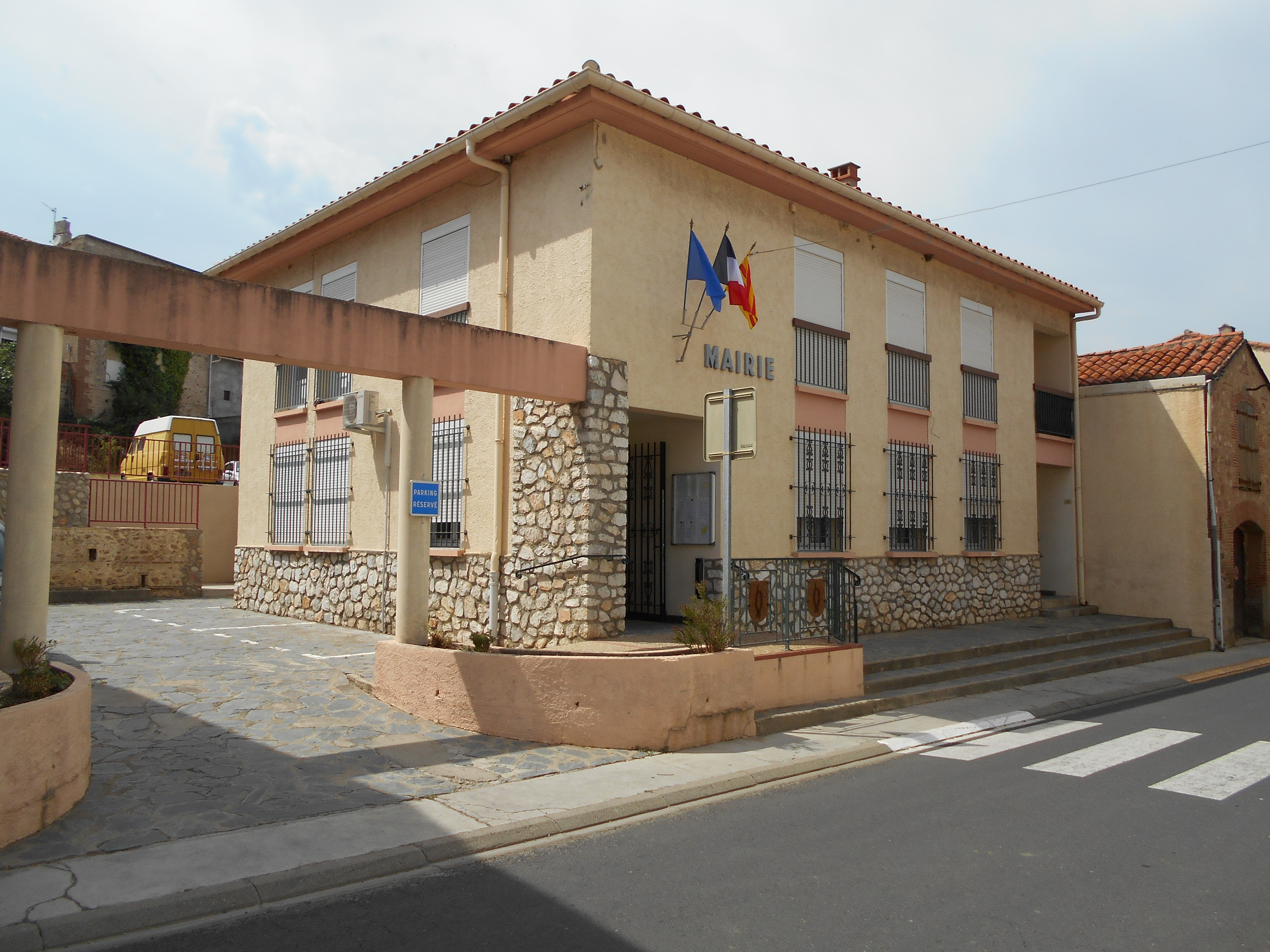
La Casa del Comú de Paçà

### Batlles[13]
| Període                       | Nom                | Opció política | Comentaris |
| ----------------------------- | ------------------ | -------------- | ---------- |
| Març del 2001 - Març del 2008 | Robert Girbaud     |                |            |
| Març del 2008 - Moment actual | Patrick Bellegarde |                |            |

### Legislatura 2014 - 2020

#### Batlle
- Patrick Bellegarde.

#### Adjunts al batlle[14]
- 1r: Manuel Culebras
- 2n: Nicole Le Bigot
- 3r: Nathalie Bonet
- 4t: Céline Davesa.

#### Consellers municipals
- Alain Badia
- Aziz Bouftila
- Laurence Carrere
- Jean-Pierre Font
- François Lebon
- David Redant
- Sébastien Romeu
- Pascal Rossignol
- Sylvie Simon
- Nathalie Vergnole.

### Adscripció cantonal

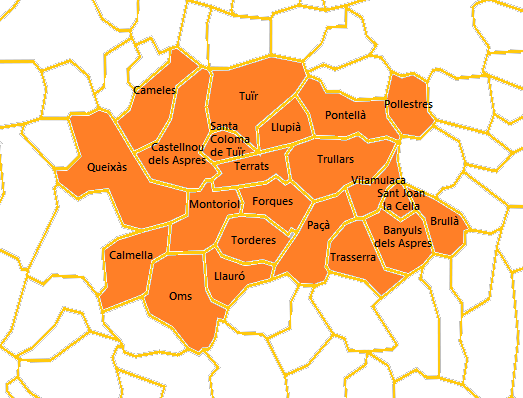
Mapa del Cantó 1 dels Aspres

A les eleccions cantonals del 2015 Paçà ha estat inclòs en el cantó número 1, denominat Els Aspres, amb capitalitat a la vila de Tuïr i amb els pobles de Banyuls dels Aspres, Brullà, Calmella, Cameles, Castellnou dels Aspres, Forques, Llauró, Llupià, Montoriol, Oms, Paçà, Pollestres, Pontellà i Nyils, Queixàs, Santa Coloma de Tuïr, Sant Joan la Cella, Terrats, Torderes, Trasserra, Trullars i Vilamulaca. Hi ha estat escollits com a consellers departamentals Édith Pugnet, del Partit Comunista - Front d'esquerra, Vicepresident del Consell departamental, adjunta al batlle de Cabestany, i René Olivé, del Partit Socialista, Vicepresident del Consell departamental, batlle de Tuïr.

## Educació i Cultura

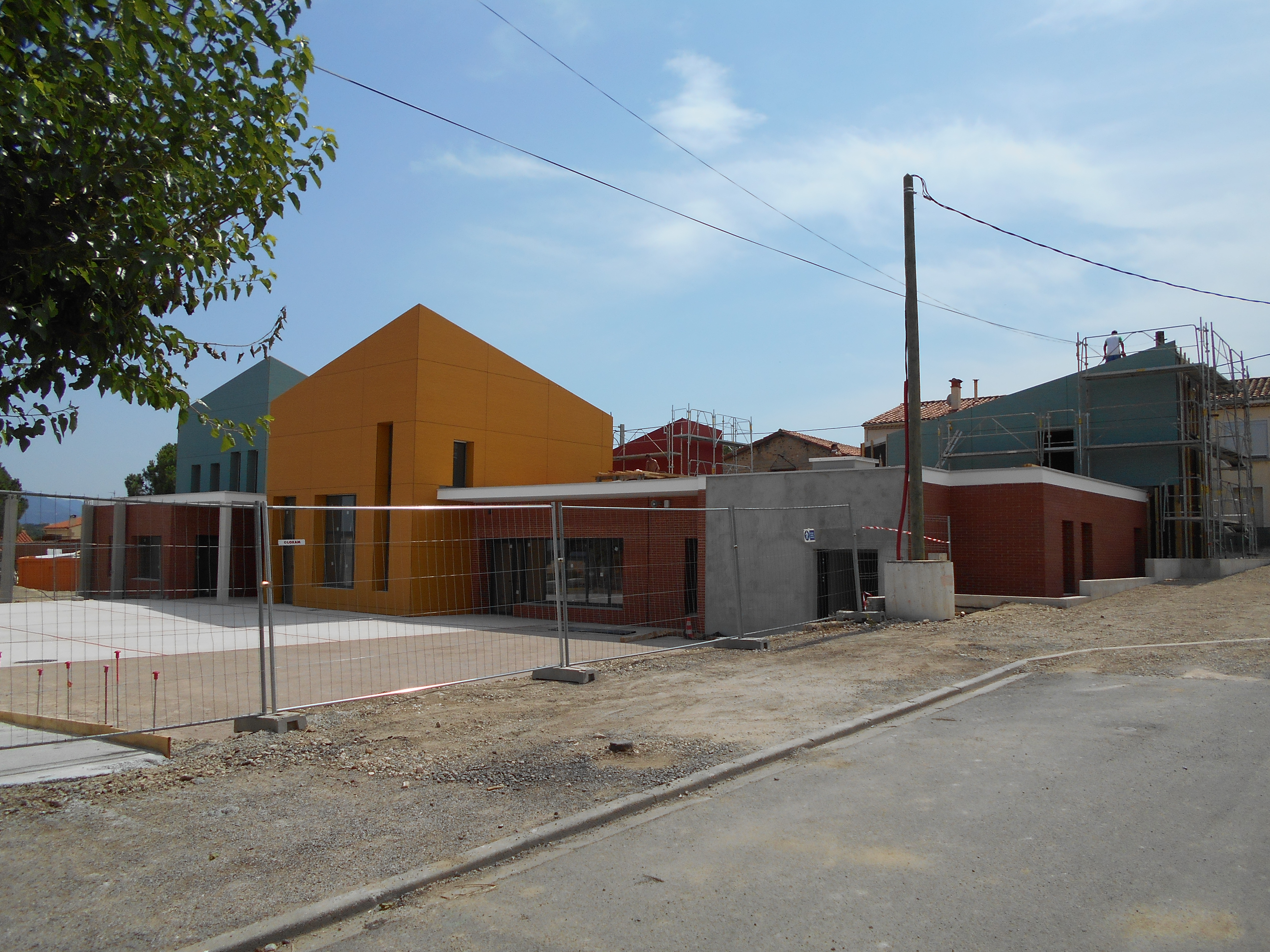
L'escola nova

Paçà disposa d'una escola pública desdoblada en escola maternal i escola primària, que al final del curs 2015-2016 va ser objecte d'una profunda remodelació i modernització. Es tracta de l'escola Achile Cadenat, situada en el sector est del poble, als peus del turó on es dreça el nucli vell del poble. Per tal de continuar els seus estudis, els joves paçanencs poden assistir als col·legis de Ceret, Perpinyà, Sant Andreu de Sureda, el Soler, Toluges o Tuïr, i, posteriorment, als liceus de Ceret, Perpinyà, Tesà, Tuïr o Vilallonga dels Monts.

## Llocs d'interès
- Monestir del Camp, dels segles XI-XIV
- Santuari de Sant Lluc de Puig Rodon